# Blåmärke

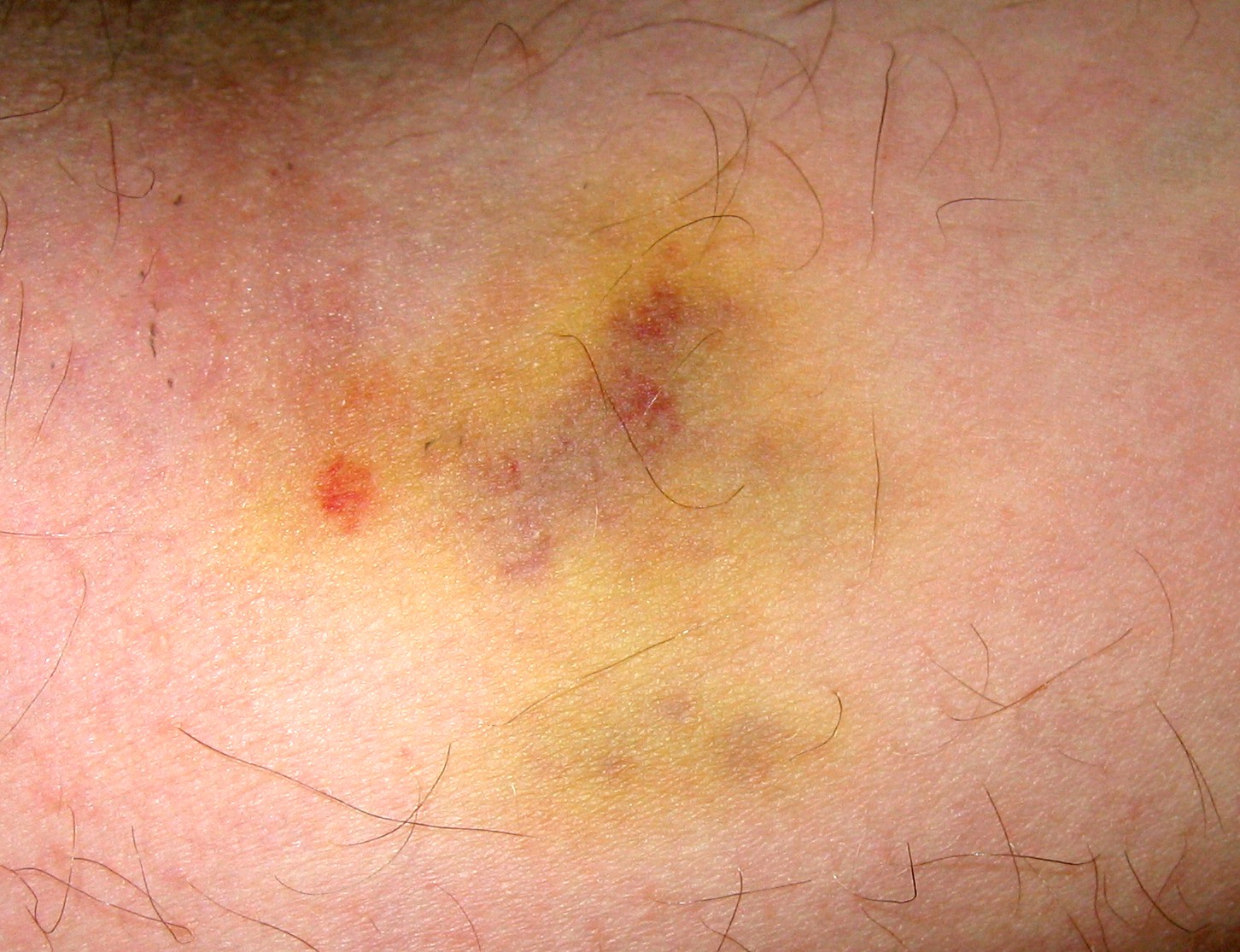
Blåmärke orsakat av blodprov.

Svensk ordbok:s app anger för blåmärke: (syn. blånad) blodutgjutning i huden (eller underhuden) ... och SAOL:s app anger för blåmärke: blånad under huden efter slag. Samtidigt anger Svensk MeSH för kontusioner: (syn. blåmärken — krossår) (och på engelska för contusions: syn. contusion — bruise — bruises).
Ett blåmärke är en utgjutning av blod i huden orsakad av brustna mindre blodkärl, kapillärer, vanligen efter fysisk påverkan som stötar eller slag. Färska blåmärken kan göra ont vid beröring.
Lat. contusio, sammanstötning, betyder dels själva tilldragelsen, att någon del av kroppsytan kommer i våldsam beröring med någon främmande och ej vass kropp, dels också följderna av detta våld. Härvid kan kroppen vara i relativ vila och det yttre våldet tillföras den (stötar och slag av varjehanda art); eller också kan kroppen stöta emot det främmande föremålet (såsom vid ett fall m.m.). Alltid förutsattes, att huden till följd av sin elasticitet viker undan och förblir hel, men att verkningarna drabbar underliggande, mindre eftergivliga delar. I vanligaste och lindrigaste fall är det de under huden liggande kärlen, som drabbas av våldet, varav en blödning uppkommer (hematom), ofta åtföljd av svullnad. "Blånader" (blåmärken) är ingenting annat än manifestationer av sådana blödningar under huden eller möjligen i hudens innersta lager. De kan framträda långt nedanför det träffade stället, då blodet sänkt sig under huden, innan det tränger in i densamma. Fast vida svårare följder kan inträffa efter en kontusion: bristningar av större kärl, sönderrivning av muskler och senor, brott av ben, även huvudskålens, slutligen sönderslitningar av inre organ (såsom tarmar, mjälte och lever), hjärnskakningar och bristningar av hjärnsubstans med mera.
Färgen på det röda blodet blir blåaktig när ljuset filtreras genom huden, då ljus med kortare våglängd har lättare att tränga igenom. När skadan läker och blodet börjar brytas ner av makrofager och återabsorberas, ändrar blåmärket utseende. Märket försvinner gradvis under cirka två veckor; under den tiden kan det ändra färg från rödaktigt till blåsvart till grönt eller gult, och slutligen en svagt brun fläck som bleknar bort. Den gulaktiga färg som blåmärken antar efter en tid, beror på ämnet bilirubin, som är en nedbrytningsprodukt av hemoglobin.

## Blåmärke-liknande hudförändringar
Blånagel (blå nagel, nagelhematom, subungualt hematom) kan ett blåmärke kallas som uppstår under nageln.
Blåtira (blått öga) är ett blåmärke lokaliserat runt ögat, som kan orsakas av att blodkärlen runt ögonen brister, till exempel vid ett slag eller ett fall. En speciell typ av blåmärke kring ögonen kallas för brillenhematom och är ett tecken på en främre skallbasfraktur. 
Bula kan vara ett blåmärke som på grund av utrymmesbrist (vanligen på grund av underliggande benvävnad) får huden att bukta ut.   
Fläskläpp kallas det, när över- eller underläppen sväller upp efter slag eller att man bitit sig i läppen.

## Bedömning
Blåmärken är i allmänhet ofarliga, men en ökad benägenhet att få blåmärken (många eller stora blåmärken utan att ha slagit i någonting eller av bara en liten skada) kan vara tecken på bakomliggande sjukdom och ska undersökas av läkare.
Kontakta en vårdcentral eller en jouröppen mottagning om: Du får stora eller många blåmärken i samband med att du tar blodförtunnande läkemedel. Du får stora eller många blåmärken tillsammans med till exempel näsblod eller att tandköttet blöder, utan att du vet varför. Du får blåmärken runt båda ögonen eller bakom båda öronen efter ett slag i huvudet (det kan ta något dygn efter skadan innan blåmärkena syns).
Blåmärken är av stor betydelse inom rättsmedicin och brottsutredning, då förekomsten, åldern och omfattningen av dem kan ge viktiga upplysningar om ett händelseförlopp.

## Behandling
Vid enklare kontusioner är det en utbredd praxis att använda kyla (och möjligen även förnuftigt anordnad massage).

## Huskur
Enligt folkmedicin kan blåmärken och småsår botas med någon av följande huskurer:
- Genom att dricka en dekokt av blad från daggkåpa, Alchemilla vulgaris L.
- Tvättning med en dekokt av blad och blommor från ringblomma, Calendula officinalis L.
  - Flera huskurer av ringblomma finns att läsa om här.
- Genom att dricka en dekokt av vallört, Symphytum officinale L.
  - Flera huskurer av vallört finns att läsa om här.